# Jay Inslee
Jay Inslee (hay Jay Robert Inslee, /ˈɪnzliː/; sinh 09 tháng 2 năm 1951), người Mỹ gốc Wales, người Mỹ gốc Anh, là một luật gia, chính trị gia Hoa Kỳ. Ông hiện là Thống đốc thứ 23 của tiểu bang Washington kể từ năm 2013. Ông nguyên đã phục vụ tại Hạ viện Hoa Kỳ từ năm 1993 đến năm 1995 và một lần nữa từ năm 1999 đến năm 2012; nguyên Hạ nghị sĩ Hạ viện tiểu bang Washington và là ứng cử viên Tổng thống Hoa Kỳ trong cuộc bầu cử năm 2020. Ông là ứng cử viên của đảng Dân chủ, khởi động chiến dịch tranh cử của mình vào ngày 01 tháng 3 năm 2019, đã đình chỉ chiến dịch của mình vào ngày 21 tháng 8 cùng năm, ủng hộ ứng viên Joe Biden. Sau đó, ông trở lại với việc tranh cử nhiệm kỳ Thống đốc thứ ba trong cuộc bầu cử năm 2020, tái đắc cử là Thống đốc Washington.
Jay Inslee là Đảng viên Đảng Dân chủ, Tiến sĩ Luật, chính trị gia tự do. Trong chính trị, ông hoạt động tích cực trong các chính sách theo hệ tư tưởng của phe Dân chủ, nổi tiếng với vụ kiện Washington v. Trump, giành ưu thế trong chống vi hiến. Bên cạnh đó, trong đời tư, ông từng là một vận động viên thể thao thời thanh thiếu niên, nổi tiếng ở các vị trí chủ chốt trong môn bóng rổ và bóng bầu dục Mỹ.

## Xuất thân và giáo dục
Jay Inslee sinh ngày 09 tháng 2 năm 1951 tại thành phố Seattle, tiểu bang Washington, Hoa Kỳ, tên khai sinh là Jay Robert Inslee, là con cả trong số ba người con trai của Adele A. (nhũ danh Brown; mất năm 2007) và Frank E. Inslee (1926 – 2014). Mẹ ông làm nhân viên bán hàng tại Sears, bố của ông là một cố vấn giáo dục nổi tiếng và huấn luyện viên bóng bầu dục, giảng dạy tại Trường Trung học Tenino, Trường Trung học Garfield và Trường Trung học Chief Sealth. Frank Inslee sau đó trở thành Giám đốc thể thao của Trường Công lập Seattle. Jay Inslee là người từ Washington thuộc thế hệ thứ năm, là thành viên của gia đình người Mỹ gốc Anh và người Mỹ gốc xứ Wales.
Jay Inslee theo học Trường Trung học Ingraham của Seattle, nơi ông là học sinh danh dự và vận động viên ngôi sao thanh thiếu niên, tốt nghiệp năm 1969. Ông chơi ở vị trí Trung tâm Center (C) trong đội bóng rổ trường trung học của mình và cũng là tiền vệ chính Quarterback (QB) xuất phát trong đội bóng bầu dục của trường. Sự quan tâm của ông đối với các vấn đề môi trường bắt nguồn từ khi còn nhỏ, khi gia đình ông dẫn đầu các nhóm học sinh trung học trong các chuyến đi làm sạch Núi Rainier. Tốt nghiệp vào thời điểm cao trào của Chiến tranh Việt Nam, ông nhận được giấy hoãn nhập ngũ của học sinh, sinh viên.
Jay Inslee bắt đầu học đại học tại Đại học Stanford, nơi ban đầu ông có ý định học y khoa. Sau một năm, ông buộc phải bỏ học vì không thể kiếm được học bổng. Ông trở về nhà và sống cùng bố mẹ mình, theo học tại Đại học Washington. Ông lấy bằng Cử nhân Nghệ thuật chuyên ngành Kinh tế năm 1973. Sau đó, ông theo học Trường Luật của Đại học Willamette, lấy bằng Tiến sĩ Luật (JD) năm 1976. Sau khi Inslee học xong trường luật, ông chuyển đến Selah, ngoại ô thành phố Yakima. Ông gia nhập công ty luật Peters, Schmalz, Leadon & Fowler, làm công tố viên thành phố, ở Selah trong 10 năm. Ông lần đầu tiên hoạt động chính trị vào năm 1985, trong khi vận động cho việc xây dựng một trường trung học mới. Kinh nghiệm hoạt động đã khơi dậy sự quan tâm của ông đối với chính trị, dần tranh cử vào chức vụ chính trị.

## Sự nghiệp lập pháp

### Hạ nghị sĩ Washington

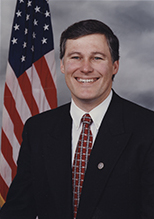
Jay Inslee năm 1993.

Jay Inslee tranh cử vào Hạ viện Washington năm 1988 sau khi Đại diện Đảng Cộng hòa đương nhiệm Jim Lewis rời nhiệm sở. Đối thủ của ông, Lynn Carmichael, là cựu Thị trưởng Yakima được xem là người dẫn đầu. Ông cũng đấu tranh để cân bằng tư tưởng tiến bộ hơn của mình với các khuynh hướng bảo thủ ở vùng trung tâm Washington. Chiến dịch của ông theo khuynh hướng cố gắng khắc phục vấn đề bảo thủ bằng cách nhấn mạnh kinh nghiệm và pháp lý ở vùng nông thôn của ông nhằm hỗ trợ người dân địa phương, các trang trại và doanh nghiệp. Hiệp hội Luật sư Xét xử tiểu bang Washington (Washington State Trial Lawyers Association) đã trở thành tổ chức ủng hộ lớn nhất cho ông. Khi được trình bày với khả năng thặng dư ngân sách tiểu bang, Jay Inslee kêu gọi cắt giảm thuế cho tầng lớp trung lưu. Ông thể hiện là một nhà vận động năng nổ và tích cực, hưởng lợi từ chiến dịch chính trị. Ở hạng mục sơ bộ nội bộ Đảng Dân chủ, Lynn Carmichael đứng đầu với 43% và Jay Inslee đứng thứ hai với 40%. Trong cuộc tổng tuyển cử, ông đã đánh bại đối thủ với tỷ lệ 52–48%. Năm 1990, ông tái đắc cử với 62% số phiếu.
Tại cơ quan lập pháp tiểu bang Washington, Jay Inslee theo đuổi dự luật cung cấp nguồn vốn ban đầu để xây dựng năm khu học xá chi nhánh của hệ thống Đại học Bang Washington. Mặc dù dự luật thất bại, nhưng sự kiên trì của ông đã tạo ấn tượng với Chủ tịch Hạ viện Joe King. Jay Inslee cũng tập trung vào việc ngăn chặn việc sử dụng steroid trong cộng đồng các vận động viên trung học và thúc đẩy một dự luật yêu cầu tất cả các tài xế phải mang bảo hiểm ô tô. Năm 1991, ông đã bỏ phiếu cho một dự luật yêu cầu tiểu bang đưa ra chiến lược năng lượng hiệu quả về chi phí và các cơ quan tiểu bang cũng như các khu trường học phải theo đuổi và duy trì các hoạt động tiết kiệm năng lượng.

### Hạ nghị sĩ Hoa Kỳ

#### 1992

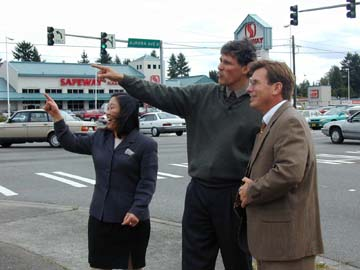
Hạ nghị sĩ Jay Inslee trong dự án Aurora tại Shoreline, Washington năm 2000.

Năm 1992, Hạ nghị sĩ Hoa Kỳ đương nhiệm sáu nhiệm kỳ Sid Morrison đã chọn không tham gia tái tranh cử đại diện cho khu vực Quốc hội thứ tư của Washington, thay vào đó là một chiến dịch tranh cử Thống đốc. Sid Morrison là một người ôn hòa đương nhiệm của Đảng Cộng hòa, người được coi là thành công và được yêu thích trong Quốc hội do Dân chủ kiểm soát. Mặc dù ban đầu từ chối tranh cử, Jay Inslee đã phát động một chiến dịch tranh cử ghế Quốc hội mở, có trụ sở tại miền Trung Đông của bang. Khu vực quê hương của ông, vùng Yakima chủ yếu là nông thôn và dựa vào nông nghiệp, trong khi phần Đông Nam tập trung hơn vào nghiên cứu và xử lý chất thải hạt nhân với trung tâm Tri-Cities. Jay Inslee đã đánh bại một Thượng nghị sĩ tiểu bang được ủng hộ để giành chiến thắng trong cuộc bầu cử sơ bộ của Đảng Dân chủ với tỷ lệ chênh lệch 1%. Bất chấp khuynh hướng bảo thủ của khu vực, ông đã giành chiến thắng trong cuộc tổng tuyển cử trong một cuộc đua cực kỳ sát sao.
Ông đã thua cuộc tái tranh cử trong cuộc cách mạng Cộng hòa năm 1994 ở một trận tái đấu với đối thủ năm 1992, Doc Hastings. Jay Inslee cho rằng thất bại năm 1994 của ông một phần lớn là do ông bỏ phiếu cho Lệnh cấm vũ khí tấn công của Liên bang. Tại Quốc hội, ông đã thông qua Đạo luật Tăng cường Sông Yakima (Yakima River Enhancement Act), một dự luật bị trì hoãn từ lâu tại Quốc hội, bằng cách hòa giải đột phá với các nhà tưới tiêu và những người ủng hộ động vật hoang dã. Ông cũng đã giúp mở cửa thị trường Nhật Bản cho táo Mỹ, đồng thời tài trợ và giám sát khu chất thải hạt nhân lớn nhất quốc gia tại Khu bảo tồn hạt nhân Hanford gần Richland, Washington.

#### 1996
Giai đoạn không trúng cử Quốc hội, Jay Inslee chuyển đến đảo Bainbridge, ngoại ô Seattle, và tiếp tục hành nghề luật trong một thời gian ngắn. Đến năm 1996, ông tranh cử Thống đốc Washington, đã thua trong trận sơ bộ. Quận trưởng quận Kinh, Đảng viên Dân chủ và cựu Hạ nghị sĩ tiểu bang Gary Locke đứng đầu với 24% phiếu bầu. Thị trưởng Seattle Dân chủ Norm Rice đứng thứ hai với 18%, nhưng không đủ điều kiện tham gia cuộc tổng tuyển cử. Thượng nghị sĩ Ellen Craswell của Đảng Cộng hòa đứng thứ ba với 15%, và trở thành ứng cử viên của Đảng Cộng hòa trong cuộc tổng tuyển cử. Thượng nghị sĩ đảng Cộng hòa và Lãnh đạo đa số Thượng viện Dale Foreman đứng thứ tư với 13%. Jay Inslee đứng thứ năm với 10%. Sau khi không thành công trong tranh cử Thống đốc 1996, ông được Tổng thống Bill Clinton bổ nhiệm làm Giám đốc khu vực của Bộ Y tế và Dịch vụ Nhân sinh Hoa Kỳ.

#### Từ 1998

##### Tranh cử
Jay Inslee lại tranh cử vào Quốc hội vào năm 1998, lần này là ở khu vực Quốc hội số một của Washington, đối đầu với Hạ nghị sĩ Rick White đương nhiệm hai nhiệm kỳ. Chiến dịch của ông đã thu hút sự chú ý của cả nước khi ông trở thành ứng cử viên Đảng Dân chủ đầu tiên phát sóng các quảng cáo truyền hình tấn công đối thủ của mình và giới lãnh đạo Quốc hội Cộng hòa vì vụ bê bối Lewinsky. Ông giành chiến thắng với 49,8% phiếu bầu so với 44,1% của Tick White. Từ đây, ông đã tái đắc cử thành công sáu lần, là Hạ nghị sĩ Hoa Kỳ từ 1998 đến 2012. Năm 2000, ông đánh bại Lãnh đạo thiểu số Thượng viện tiểu bang Dan McDonald với 54,6% phiếu bầu; đánh bại cựu Hạ nghị sĩ tiểu bang Joe Marine với 55,6% phiếu bầu năm 2002, được bầu lại ba lần nữa với hơn 60% phiếu bầu. Vào tháng 7 năm 2003, sau khi Gary Locke tuyên bố sẽ không tìm kiếm nhiệm kỳ thứ ba với tư cách là Thống đốc của Washington, Jay Inslee đã bày tỏ dự định tranh cử Thống đốc, nhưng sau đó quyết định ở lại Quốc hội. Trong chu kỳ chiến dịch 2009, 2010, ông đã huy động được 1.140.025 USD. Trong dữ liệu được tổng hợp cho giai đoạn 2005 đến 2007 và không bao gồm các khoản đóng góp của cá nhân dưới 200 USD, 64% các khoản quyên góp của ông là từ bên ngoài tiểu bang Washington và 86% đến từ bên ngoài quận của ông, 43% số tiền quyên góp đến từ Washington, DC, Virginia và Maryland. Các lợi ích lớn nhất tài trợ cho chiến dịch của ông là các công ty dược phẩm và y tế, luật sư và công ty luật, và các công ty công nghệ cao. Năm 2010, ông giành chiến thắng với cách biệt 15 điểm, có 57,67% số phiếu ủng hộ.

##### Nhiệm kỳ

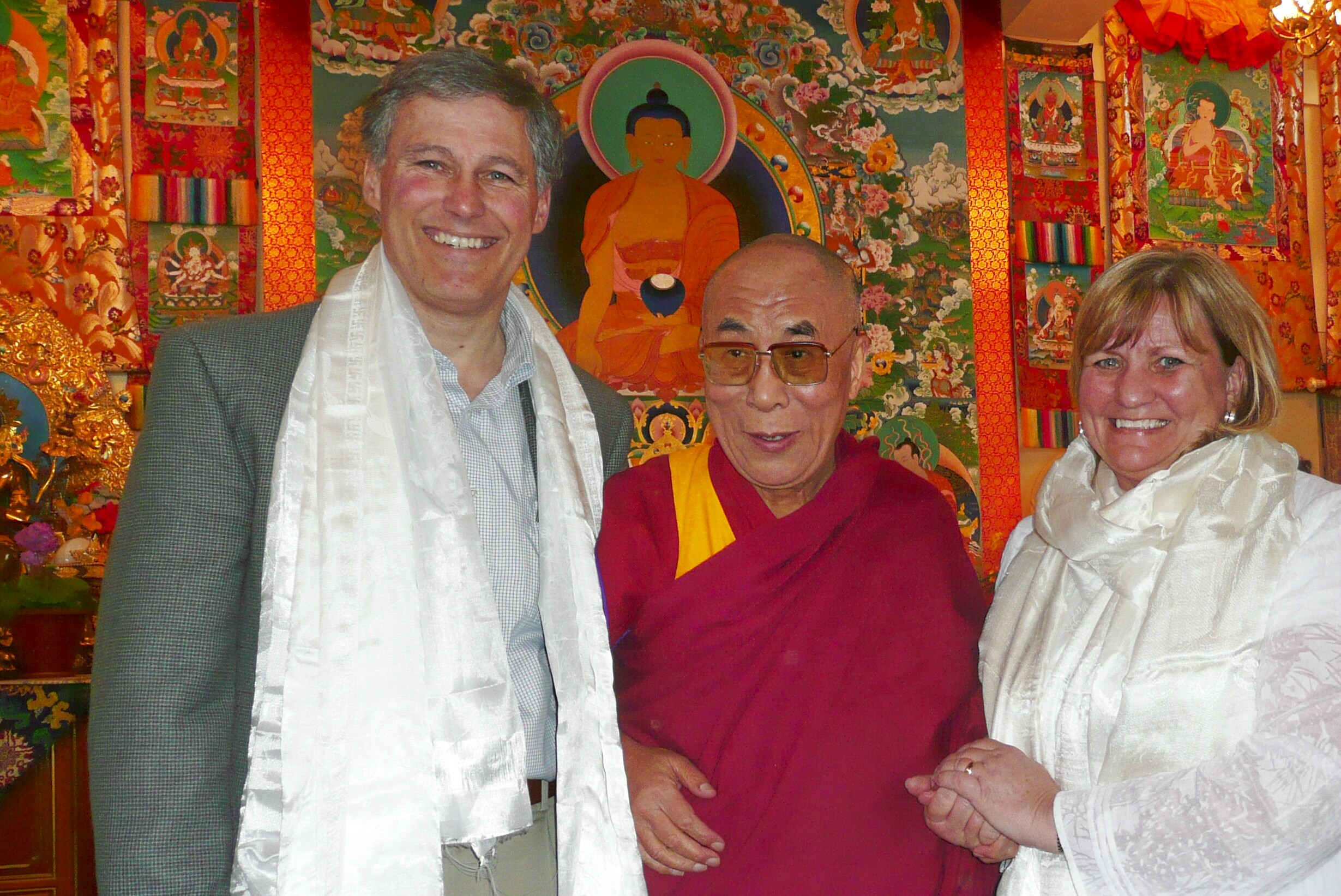
Vợ chồng Inslee và Tenzin Gyatso năm 2008.

Là một thành viên của Liên minh Dân chủ Mới, Jay Inslee đã tích lũy kiến thức chuyên môn về các vấn đề công nghệ cao và các chính sách được hỗ trợ một cách rõ ràng về chống biến đổi khí hậu. Ông đã được Hiệp hội Bảo tồn Công viên Quốc gia (NPCA) trao giải thưởng Friend of the National Parks vào năm 2001 vì sự ủng hộ của ông đối với luật bảo vệ tính toàn vẹn và chất lượng của Cục Công viên Quốc gia. Ông là một trong những người ủng hộ nhiệt tình nhất của Quốc hội về hành động mạnh mẽ để chống lại sự nóng lên toàn cầu, theo The New York Times. Ông là nhân vật công chúng đầu tiên đề xuất một chương trình năng lượng giống như Apollo, trong một bài xã luận ý kiến trên tờ Seattle Post-Intelligencer vào ngày 19 tháng 12 năm 2002 và một loạt các tác phẩm tương tự trên các ấn phẩm khác, là đồng tác giả của tác phẩm Ngọn lửa Apollo: Khơi dậy nền kinh tế năng lượng sạch của Mỹ, trong đó ông lập luận rằng thông qua các chính sách liên bang được cải thiện, Hoa Kỳ có thể tự loại bỏ dầu mỏ và nhiên liệu hóa thạch nước ngoài, tạo ra hàng triệu việc làm trong ngành môi trường và ngăn chặn nóng lên toàn cầu. Ông thực sự tin rằng Cục Bảo vệ Môi trường nên được ủy quyền để điều chỉnh lượng khí thải gây hiệu ứng nhà kính. Trong phiên điều trần tại Hạ viện năm 2011 về Đạo luật Ngăn chặn Thuế Năng lượng, ông nói rằng Đảng Cộng hòa dị ứng với khoa học và các nhà khoa học, trong cuộc thảo luận về việc liệu quy định về khí nhà kính theo Đạo luật Không khí sạch có nên được duy trì sau một kết luận gây tranh cãi của tòa án.
Jay Inslee là một nhà phê bình thẳng thắn về cuộc xâm lược Iraq năm 2003 của chính quyền George W. Bush. Vào tháng 10 năm 2009, ông chơi bóng rổ tại Nhà Trắng trong một loạt các trò chơi có sự góp mặt của các thành viên Quốc hội trong một đội và các thành viên của chính quyền, bao gồm cả Tổng thống Obama. Ông đã bỏ phiếu cho Đạo luật Bảo vệ Bệnh nhân và Chăm sóc Giá cả phải chăng, luật chăm sóc sức khỏe liên bang. Vào năm 2011, ông bỏ phiếu ủng hộ việc cho phép sử dụng các lực lượng vũ trang của Mỹ trong cuộc nội chiến ở Libya năm 2011 và chống lại việc hạn chế việc sử dụng quỹ để hỗ trợ cuộc can thiệp quân sự năm 2011 của NATO vào Libya. Ông từng được giới thiệu là ứng cử viên Bộ trưởng Nội vụ và Bộ trưởng Năng lượng Hoa Kỳ trong thời kỳ chuyển giao Tổng thống của Barack Obama.

## Thống đốc Washington

### Tranh cử

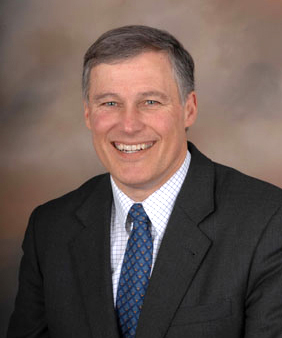
Jay Inslee năm 2011

Vào ngày 27 tháng 6 năm 2011, Jay Inslee tuyên bố ứng cử vào chức vụ Thống đốc của Washington. Chiến dịch của ông tập trung vào tạo việc làm, đưa ra hàng chục đề xuất nhằm tăng cường tăng trưởng việc làm trong lĩnh vực năng lượng sạch, ngành hàng không vũ trụ và công nghệ sinh học. Ông cũng ủng hộ một biện pháp bỏ phiếu để hợp pháp hóa hôn nhân đồng tính đã được thông qua và phản đối việc tăng thuế. Ông thắng cử với 52% phiếu bầu, cách biệt 3% điểm so với đối thủ Đảng Cộng hòa, Rob McKenna. Vào tháng 12 năm 2015, ông thông báo trên kênh truyền hình các vấn đề công cộng TVW của Washington rằng ông sẽ tranh cử nhiệm kỳ thứ hai với tư cách là Thống đốc, nhấn mạnh việc tăng chi tiêu cho giao thông và giáo dục là thành tựu chính trong nhiệm kỳ đầu tiên của mình, mặc dù ông đã phải vật lộn để làm việc với Nhóm họp kín của Liên minh Đa số do Đảng Cộng hòa kiểm soát tại Thượng viện tiểu bang. Trong cuộc tổng tuyển cử, ông mặt với cựu Ủy viên Cảng Seattle Bill Bryant. Các vấn đề chính của chiến dịch là biến đổi khí hậu, tạo việc làm, mức lương tối thiểu và thuế thu nhập tăng vốn. Ông đã chiến thắng và được bầu lại vào tháng 11 với 54% phiếu bầu.
Vào ngày 01 tháng 3 năm 2019, Jay Inslee tuyên bố ông sẽ tranh cử Tổng thống, nhưng vẫn để ngỏ khả năng tranh cử nhiệm kỳ thứ ba nếu chiến dịch tranh cử Tổng thống của ông thất bại. Một số ứng cử viên bầu cử tiềm năng của Đảng Dân chủ, bao gồm Tổng chưởng lý bang Bob Ferguson, Ủy viên Hilary Franz, và Quận trưởng quận King Dow Constantine, tất cả đều chờ đợi để thông báo các chiến dịch cho đến khi Jay Inslee đưa ra quyết định của mình. Khi chiến dịch tranh cử Tổng thống của ông không đạt được sức hút trong mùa hè năm 2019, ông đã bị áp lực phải bỏ cuộc và làm rõ kế hoạch của mình với các ứng cử viên tiềm năng khác. Vào ngày 21 tháng 8 năm 2019, ông từ bỏ chiến dịch tranh cử Tổng thống và tuyên bố vào ngày hôm sau ông sẽ tái tranh cử với tư cách là Thống đốc. Các đối thủ chính của ông trong cuộc bầu cử là Thượng nghị sĩ bang Phil Fortunato, Cảnh sát trưởng Washington Loren Culp, nhà hoạt động Tim Eyman và cựu Thị trưởng Bothell Joshua Freed. Jay Inslee về nhất trong cuộc bỏ phiếu sơ bộ, với 50% phiếu bầu, tiến tới cuộc tổng tuyển cử, thắng với gần 57% phiếu bầu. Tỷ lệ chiến thắng của ông là lớn nhất trong cuộc bầu cử Thống đốc ở Washington kể từ cuộc bầu cử của Gary Locke vào năm 2000 và ông cũng trở thành Đảng viên Đảng Dân chủ đầu tiên trong hai thập kỷ giành được chiến thắng ở một quận ở Đông Washington, chiến thắng quận Whitman.

### Nhiệm kỳ
Trong nhiệm kỳ Thống đốc Washington của mình, Jay Inslee đã có nhiều hoạt động tạo ảnh hưởng lớn.

#### Về lao động

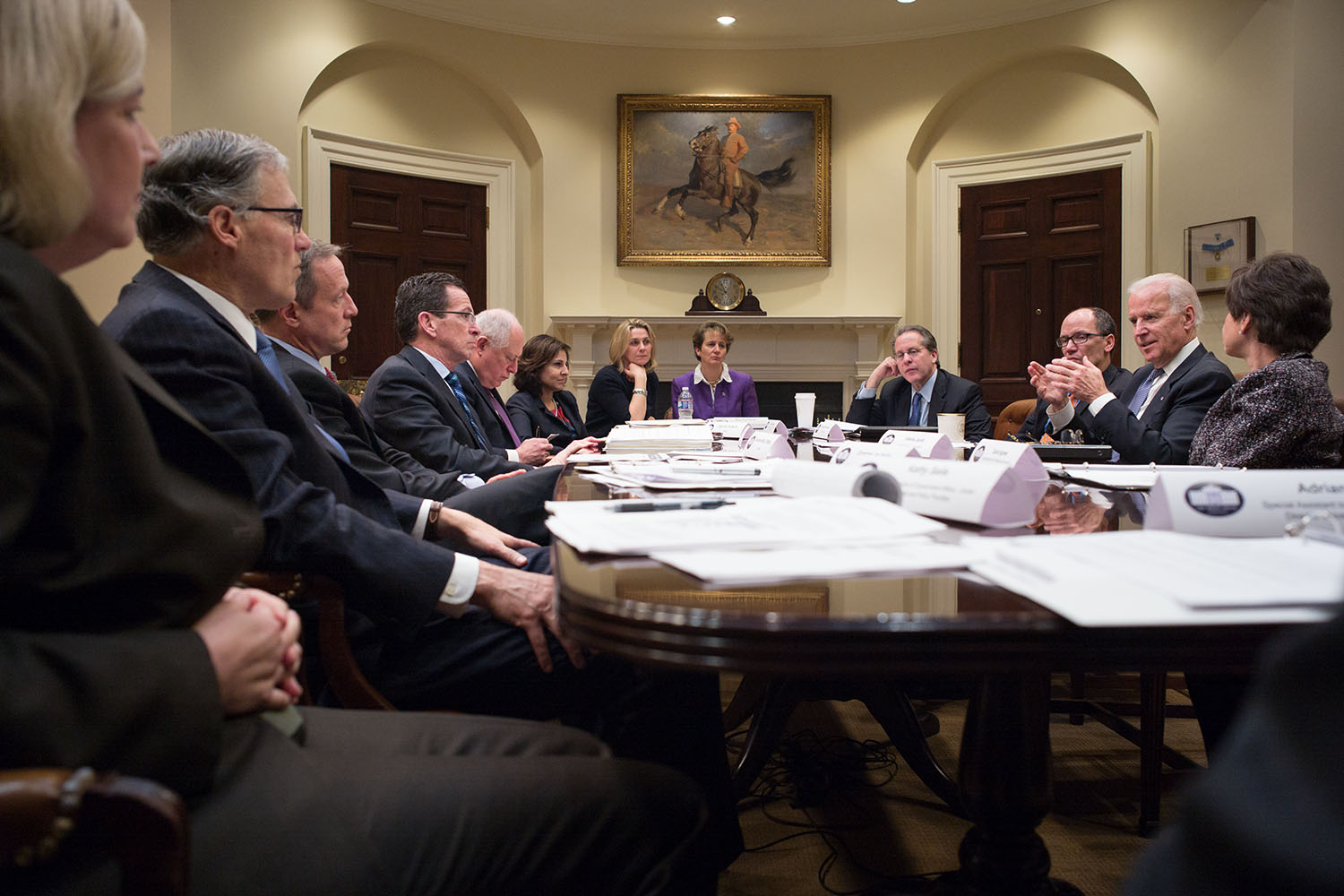
Jay Inslee và Joe Biden tại Nhà Trắng năm 2014.

Vào tháng 1 năm 2014, Jay Inslee đã có một bài phát biểu khen ngợi những thợ máy đã bỏ phiếu để gia hạn hợp đồng của Boeing với các nhân viên công đoàn khu vực Seattle, cho phép công ty chế tạo máy bay Boeing 777x của mình ở Everett. Ông cho biết hợp đồng sẽ đưa Washington đến một cấp bậc công nghiệp mới và là một bước ngoặt cho việc làm của Washington. Jay Inslee bắt đầu nhiệm kỳ thứ hai của mình vào tháng 1 năm 2017, đề xuất tài trợ toàn bộ cho giáo dục tiểu bang và giải quyết các nhu cầu về sức khỏe tâm thần, đồng thời tăng lương cho công nhân. Vào tháng 12 năm 2017, Jay Inslee đã trao 6,4 triệu USD tài trợ để học nghề và kết nối nghề nghiệp cho 29.000 thanh niên tại 11 cộng đồng. Ông gọi sáng kiến này là Career Connect Washington. Nó bao gồm một Lực lượng đặc nhiệm và một số nhóm liên quan nổi bật bao gồm Alaska Airlines, Amazon, Boeing, Microsoft và Kaiser Permanente. Career Connect Washington đã thiết lập các cơ hội học việc mới, bao gồm cả chương trình học việc cho thanh thiếu niên đã đăng ký của Ủy ban Học nghề Hàng không Vũ trụ cho học sinh trung học.

#### Washington v. Trump
Sau khi Tổng thống mới nhậm chức Donald Trump ký lệnh hành pháp 13769 cấm người dân từ bảy quốc gia đa số theo đạo Hồi nhập cảnh vào Hoa Kỳ, Jay Inslee và Bộ trưởng Tư pháp Bob Ferguson đã tuyên bố ý định kiện Donald Trump, cáo buộc lệnh của ông là vi hiến. Vụ kiện dân sự, Washington v. Trump đã được đệ trình vào ngày 30 tháng 1 và tới ngày 03 tháng 2 đã thành công giành được phán quyết cấm tạm thời để cấm liên bang thực thi một số điều khoản của lệnh cấm. Một kháng cáo và yêu cầu ở lại nộp của chính phủ liên bang sau đó đã bị từ chối bởi Tòa án Phúc thẩm Hoa Kỳ. Jay Inslee và Bob Ferguson tuyên bố giành chiến thắng trước Donald Trump vào ngày 16 tháng 2, sau khi chính quyền của Donald Trump tuyên bố sẽ sửa đổi lệnh cấm đi lại để tuân thủ các quyết định của tòa án. Jay Inslee đã thu hút sự chú ý của truyền thông quốc gia trong vụ kiện này.

#### Ngân sách tiểu bang

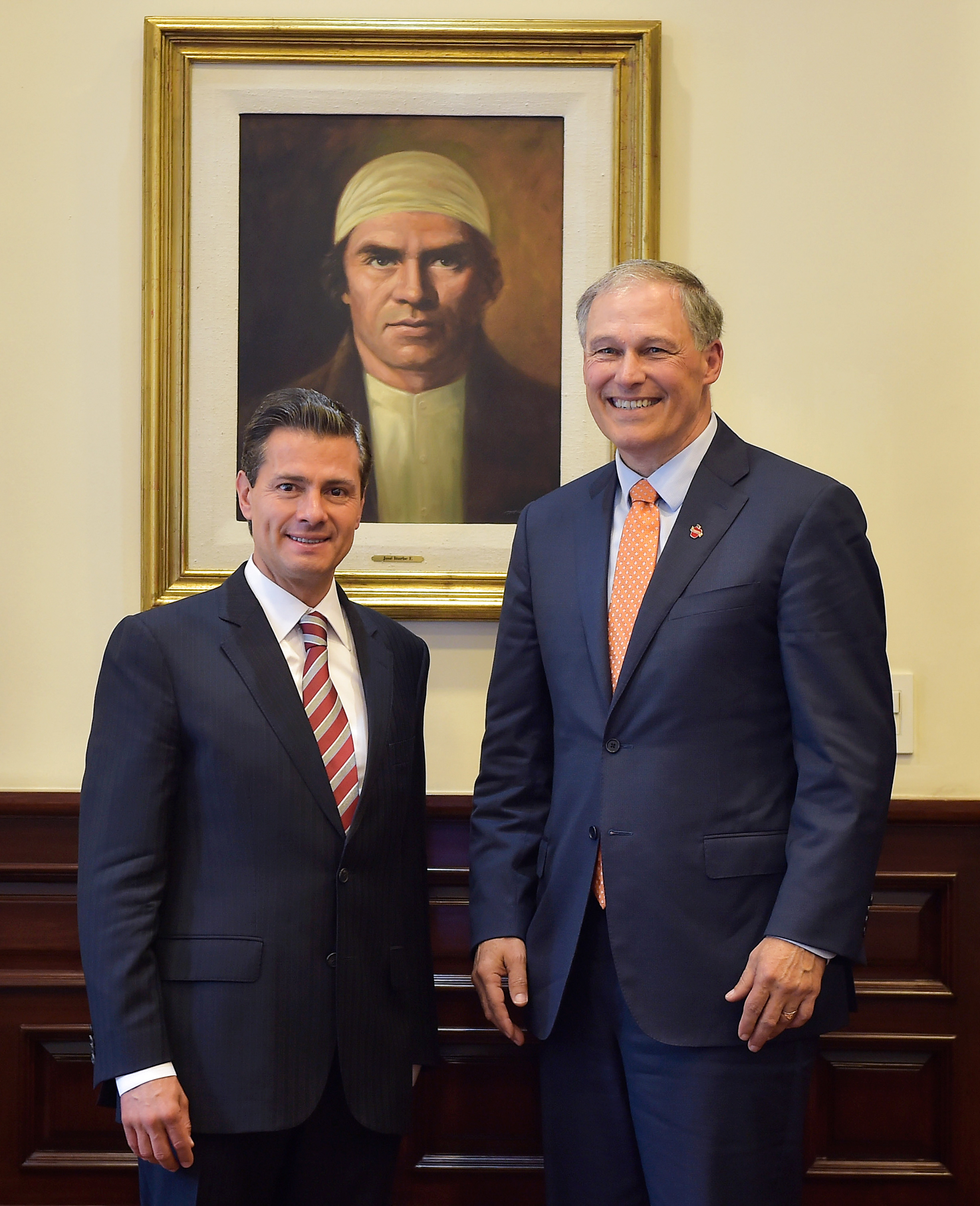
Jay Inslee và Tổng thống México Enrique Peña Nieto năm 2017.

Trong phiên họp năm 2013, Hội đồng Lập pháp Washington không lập được kế hoạch ngân sách tài khóa trong phiên họp đầu tiên, Jay Inslee buộc phải triệu tập hai phiên họp đặc biệt để có thời gian lập ngân sách. Đảng Cộng hòa kiểm soát Thượng viện và Dân chủ kiểm soát Hạ viện tiểu bang, mỗi bên thông qua ngân sách riêng của mình và không thể đồng ý chung. Cuối cùng, vào tháng 6 năm 2013, Jay Inslee đã ký một khoản ngân sách 33,6 tỷ USD mà cả hai viện đã đồng ý như một thỏa hiệp. Ngân sách đã tăng tài trợ cho giáo dục thêm 1,0 tỷ USD. Nó cũng điều chỉnh thuế bất động sản và giảm thuế để tăng doanh thu của tiểu bang thêm 1,0 tỷ USD. Vào ngày 13 tháng 6 năm 2013, ông đã ký bổ sung thuế thừa kế vào luật. Thuế có sự ủng hộ của lưỡng đảng và được Thượng viện thông qua, tỷ lệ 30–19. Vào tháng 12 năm 2013, ông được bầu giữ chức vụ Chủ tịch Tài chính của Hiệp hội các Thống đốc đảng Dân chủ.
Trong phiên họp lập pháp năm 2017, Hội đồng Lập pháp Washington đã không thông qua được ngân sách hoạt động của bang vào cuối phiên họp thường kỳ vào ngày 25 tháng 4, vì vậy Jay Inslee đã kêu gọi tổ chức một phiên họp đặc biệt kéo dài 30 ngày. Hội đồng Lập pháp một lần nữa không thông qua được ngân sách trong phiên họp đó, buộc ông phải gọi một cuộc họp thứ ba, bắt đầu từ ngày 22 tháng 6. Vì năm tài chính của bang kết thúc vào ngày 30 tháng 6, người ta lo ngại rằng chính phủ sẽ đóng cửa một phần. Xung đột về phân bổ nguồn lực giữa khu vực nông thôn và khu vực thành thị là nguyên nhân chính dẫn đến sự bế tắc. Thượng viện tiểu bang đã thông qua ngân sách vào ngày 30 tháng 6 và Jay Inslee đã ký thành luật ngay sau 11 giờ đêm. Các chi tiết cụ thể của nó vẫn được công bố vài giờ sau khi nó được ban hành. Các nhà lập pháp đã chỉ trích sự vội vàng trong việc xem xét và thông qua ngân sách, khi chỉ nhận được văn bản dài 616 trang vào ngày hôm đó. Khi phiên họp thứ ba kết thúc vào ngày 20 tháng 7, Hội đồng Lập pháp vẫn không thông qua được ngân sách vốn liên quan đến các mục tiêu dài hạn và các cải tiến. Đây là lần thứ ba trong nhiệm kỳ của ông, ngân sách của tiểu bang được thông qua vào tuần cuối cùng của kỳ họp lập pháp.

#### Đại dịch COVID-19 và xã hội
Vào tháng 12 năm 2018, Jay Inslee đã công bố luật mới nhằm giảm lượng khí thải cac bon của tiểu bang trong khoảng hai thập kỷ. Nó có hiệu quả sẽ yêu cầu các công ty tiện ích của Washington chấm dứt việc sử dụng nhiên liệu hóa thạch vào giữa thế kỷ này, khiến Washington áp dụng tiêu chuẩn nhiên liệu sạch, thúc đẩy các phương tiện chạy bằng điện và phát thải thấp, và cung cấp các động lực để cải tạo các tòa nhà hiện có để giảm lượng khí thải. Vào tháng 1 năm 2019, ông cho biết sẽ cung cấp một quy trình khẩn cấp cho khoảng 3.500 người bị kết tội tàng trữ cần sa nhẹ để nộp đơn xin và được ân xá.
Vào tháng 3 và tháng 4 năm 2020, Jay Inslee đã ra lệnh cho các biện pháp giãn cách xã hội quan trọng trên toàn tiểu bang, bao gồm cấm các sự kiện lớn, lệnh ở nhà và đóng cửa tất cả các trường học do Đại dịch COVID-19. Vào ngày 08 tháng g 6 năm 2020, trong bối cảnh các cuộc biểu tình phản đối sự tàn bạo của cảnh sát, một nhóm người biểu tình đã thành lập Khu tự trị Đồi Capitol, còn được gọi là Khu hoặc CHAZ ở Seattle. Tuy nhiên, nó cũng trải qua bạo lực và phá hoại nội bộ, bao gồm bốn vụ xả súng trong mười ngày. Tổng thống Donald Trump đã lên án Khu vực này, nói rằng Seattle đã bị những kẻ vô chính phủ tiếp quản, đồng thời kêu gọi Jay Inslee và Thị trưởng Seattle lấy lại khu vực này từ những người biểu tình. Jay Inslee trả lời rằng ông không biết về sự tồn tại của khu, nhưng kêu gọi Donald Trump tránh xa chuyện nội bộ bang Washington.

#### Về chính thể chính trị
Ông từng là Chủ tịch Hiệp hội Thống đốc Dân chủ cho khóa bầu cử năm 2018, trong đó Đảng viên Dân chủ đã giành được bảy chức thống đốc trên toàn quốc. Vào tháng 11 năm 2020, tên ông được đưa ra với tư cách ứng viên cho Bộ trưởng Năng lượng, Bộ trưởng Nội vụ và Cục trưởng Cục Bảo vệ Môi trường trong Chính quyền Biden. Ông bắt đầu nhiệm kỳ thứ ba vào tháng 1 năm 2021.

## Chiến dịch tranh cử Tổng thống
| “                                   | Đây [bầu cử Tổng thống] là một lĩnh vực rộng mở. Không ai có khóa về điều này. Không ai có một quả cầu pha lê tổng thể như những gì quốc gia muốn. | ” |
| —Jay Inslee, phát biểu về tranh cử. | |   |

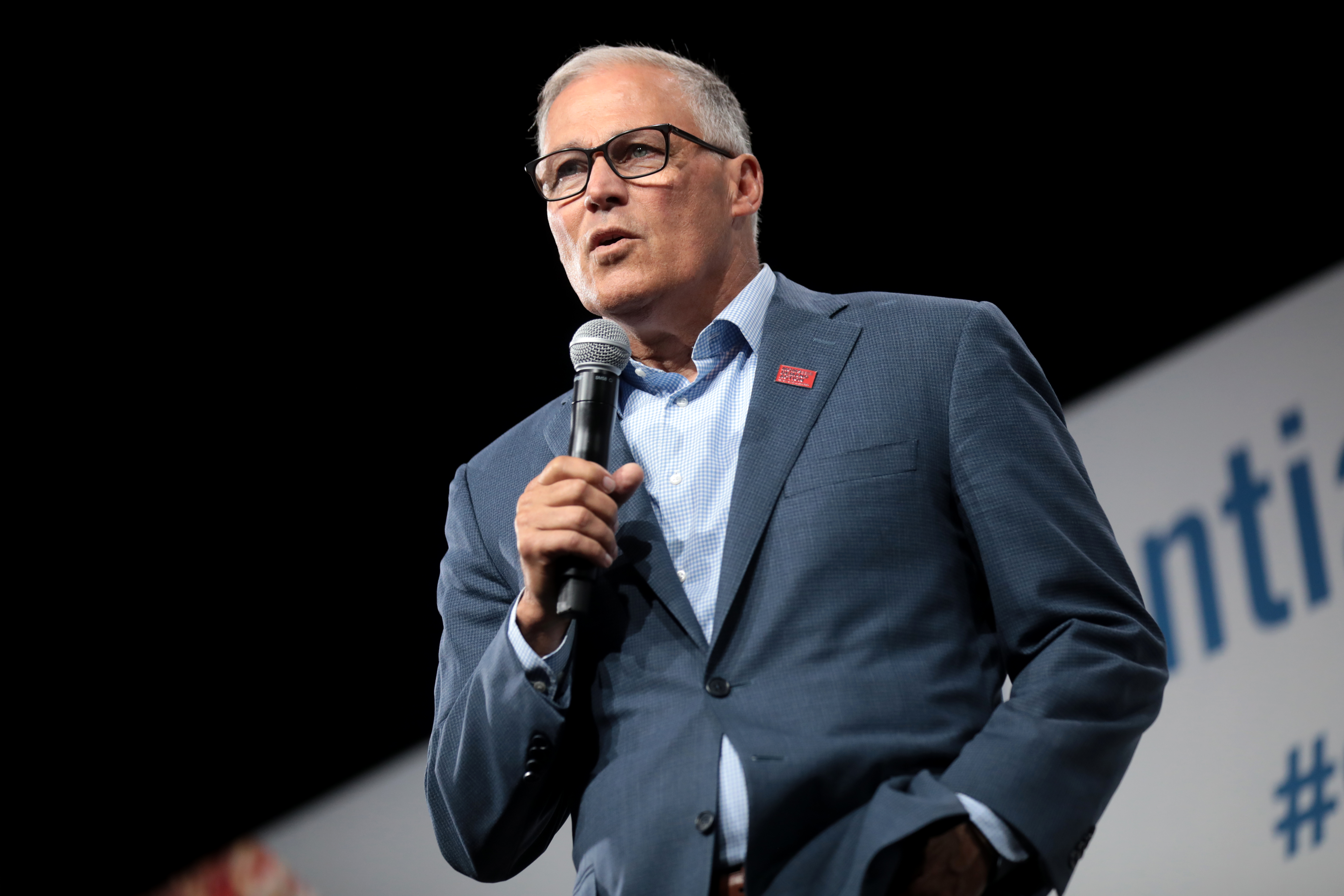
Jay Inslee phát biểu về chiến dịch Tổng thống ở Iowa năm 2019.

Trong suốt năm 2018, đồn đoán rằng Jay Inslee có thể tranh cử Tổng thống Hoa Kỳ trong cuộc bầu cử năm 2020. Ông đã thu hút được sự chú ý của quốc gia vì vụ kiện Washington v. Trump, một vụ kiện thách thức lệnh của Chính quyền Trump cấm người dân từ bảy quốc gia đa số theo đạo Hồi nhập cảnh vào Hoa Kỳ. Trong khi Jay Inslee là Chủ tịch Hiệp hội Thống đốc Dân chủ, các Đảng viên Dân chủ đã giành được bảy chức Thống đốc trong cuộc bầu cử Thống đốc năm 2018, càng thúc đẩy ông trở thành tâm điểm chú ý trên toàn quốc và thúc đẩy suy đoán rằng ông sẽ tranh cử. Ông trích dẫn biến đổi khí hậu là động lực chính để tranh cử, đồng thời chỉ trích mạnh mẽ các chính sách của Chính quyền Trump. Vào tháng 1 năm 2019, các báo cáo xuất hiện rằng ông đang bắt đầu thành lập một ủy ban thăm dò, bước đầu tiên trong một chiến dịch. Ông là một ứng cử viên ít biết tới; ban đầu, tên ông hiếm được nhắc đến trong các cuộc thăm dò ý kiến cho cuộc bầu cử sơ bộ, không được biết đến nhiều bên ngoài Washington, và thực hiện ít chuyến đi đến các bang sơ bộ như Iowa và New Hampshire. Nhưng ông chỉ ra các cựu Tổng thống Jimmy Carter và Bill Clinton, gọi họ là những Thống đốc chưa được biết đến nhiều của các bang nhỏ.
Jay Inslee tuyên bố ứng cử Tổng thống vào ngày 01 tháng 3 năm 2019, nói rằng ông sẽ tập trung vào việc chống lại biến đổi khí hậu. Chiến dịch của ông đã yêu cầu một cuộc tranh luận tập trung vào biến đổi khí hậu. Ủy ban Toàn quốc Đảng Dân chủ từ chối yêu cầu, 53 thành viên bỏ phiếu của nó đã viết một bức thư ngỏ phản đối quyết định đó. Đối mặt với mức ủng hộ thấp trong thăm dò và khả năng khó có thể dẫn đến chiến thắng, Jay Inslee tuyên bố tạm dừng chiến dịch của mình trên The Rachel Maddow Show vào ngày 21 tháng 8 năm 2019, và tuyên bố vào ngày hôm sau rằng ông sẽ tranh cử nhiệm kỳ thứ ba với tư cách là Thống đốc Washington. Sau đó, ông đã tán thành Joe Biden là ứng viên Dân chủ cho chiến dịch tranh cử Tổng thống vào ngày 22 tháng 4 năm 2020.

## Lịch sử tranh cử
| Năm  | Vị trí                | Trạng thái  | Đối thủ              | Kết quả     | Tỷ lệ | Tỷ lệ đối thủ |
| ---- | --------------------- | ----------- | -------------------- | ----------- | ----- | ------------- |
| 1988 | Hạ nghị sĩ Washington | Ghế mở      | Lynn Carmichael (R)  | Chiến thắng | 52%   | 48%           |
| 1990 | Hạ nghị sĩ Washington | Đương nhiệm | Ted Mellotte (R)     | Tái đắc cử  | 62%   | 38%           |
| 1992 | Hạ nghị sĩ Hoa Kỳ     | Ghế mở      | Doc Hastings (R)     | Chiến thắng | 51%   | 49%           |
| 1994 | Hạ nghị sĩ Hoa Kỳ     | Đương nhiệm | Doc Hastings (R)     | Thất bại    | 47%   | 53%           |
| 1996 | Thống đốc Washington  | Ghế mở      | Gary Locke (D)       | Thất bại    | 10%   |               |
| 1998 | Hạ nghị sĩ Hoa Kỳ     | Đối đầu     | Rick White (R)       | Chiến thắng | 50%   | 44%           |
| 2000 | Hạ nghị sĩ Hoa Kỳ     | Đương nhiệm | Dan McDonald (R)     | Tái đắc cử  | 55%   | 43%           |
| 2002 | Hạ nghị sĩ Hoa Kỳ     | Đương nhiệm | Joe Marine (R)       | Tái đắc cử  | 56%   | 41%           |
| 2004 | Hạ nghị sĩ Hoa Kỳ     | Đương nhiệm | Randy Eastwood (R)   | Tái đắc cử  | 62%   | 36%           |
| 2006 | Hạ nghị sĩ Hoa Kỳ     | Đương nhiệm | Larry W. Ishmael (R) | Tái đắc cử  | 68%   | 32%           |
| 2008 | Hạ nghị sĩ Hoa Kỳ     | Đương nhiệm | Larry W. Ishmael (R) | Tái đắc cử  | 68%   | 32%           |
| 2010 | Hạ nghị sĩ Hoa Kỳ     | Đương nhiệm | James Watkins (R)    | Tái đắc cử  | 58%   | 42%           |
| 2012 | Thống đốc Washington  | Ghế mở      | Rob McKenna (R)      | Chiến thắng | 52%   | 48%           |
| 2016 | Thống đốc Washington  | Đương nhiệm | Bill Bryant (R)      | Tái đắc cử  | 54%   | 46%           |
| 2020 | Thống đốc Washington  | Đương nhiệm | Loren Culp (R)       | Tái đắc cử  | 57%   | 43%           |

## Đời tư
Ông gặp người vợ tương lai của mình, Trudi Tindall, tại Trường Trung học Ingraham trong năm thứ hai, khi còn là thanh niên. Hai người kết hôn vào ngày 27 tháng 8 năm 1972 và có ba con trai: Jack, Connor và Joseph.